# Lyo e Merly
Lyo (pronunciado como Leo) e Merly são as mascotes das Olimpíadas da Juventude Singapura 2010, as primeiras Olimpíadas da Juventude na história.
Foram revelados pelo Doutor Vivian Balakrishnan, Ministra para o Desenvolvimento da Comunidade, Juventude e Esportes de Cingapura, a 22 de Novembro de 2009.

## Sobre Lyo
Lyo (pronunciado como “Leo”), o “Leão das Olimpíadas da Juventude”, é de leão com uma juba de fogo, como a sua paixão pela vida. Cheio de energia da juventude, Lyo está sempre passeando, explorando e descobrindo novas coisas e é praticante de esportes. O seu esporte preferido é o basquetebol e sonha um dia participar de competições internacionais.
Lyo cresce em Cingapura, uma cidade jardim, e por isso as pessoas não o estranham. Ele se diverte fazendo amigos em todos os lugares e gosta de aprender sobre novas culturas. É divertido e amoroso e quer inspirar os jovens a manter a forma e praticarem esportes por toda a vida.
- Signo Estelar: Leão
- Sonho: Ser campeão em um torneio internacional de basquete.
- Lema pessoal: “Nunca dizer nunca”
- Comida Favorita: Qualquer uma que tenha chilli
- Hobbies: Tocar guitarra, explorar e descobrir novas coisas,além de jogar basquete.

### Simbolismo
Uma das lendas de Cingapura conta que um príncipe visitou uma apaixonante ilha tropical, há muito, muito tempo. Quando chegou, viu um belo leão, e nomeou a ilha de Singapura, que significa ‘Cidade do Leão’. Hoje, a ilha cresceu numa cidade-estado, de Singapura, e 5 milhões de pessoas escolheram o leão como símbolo nacional.
A juba de Lyo representa a Chama da Paixão do Espírito da Juventude e o emblema dos Jogos Olímpicos da Juventude Singapura 2010. Também é relativo ao slogan de Singapura 2010 "Iluminando o Caminho". A sua pata tem a forma da ilha de Singapura.

## Sobre Merly
Merly teve o seu nome de “mer” (como sereia, donzela do mar) e “l y”, de vivacidade e juventude.
É uma cria de merlion que adora explorar os mares perto de Singapura, e mais além.
Apesar dos merlions serem carnívoros por natureza, Merly é vegetariana, e tem um profundo respeito por todas as criaturas vivas. Merly é amigável e uma ótima ouvinte – quando se torna amiga torna se para o resto da vida. Está sempre pronta para se juntar a uma boa causa, Merly é especialmente apaixonada por proteger o meio ambiente (infelizmente, muitos dos seus amigos ficaram doentes com as suas casas poluídas), Merly acredita que todos nós podemos ajudar a criar e passar a mensagem de um mundo futuro sustentável. O seu sonho é ser tornar uma bióloga, por isso ela procura sempre novas maneiras de ajudar as pessoas a viverem em uma harmonia maior com a Natureza.
- Signo Estelar: Aquário
- Sonho: Virar uma Bióloga .
- Lema pessoal: “Pode alcançar qualquer coisa se acreditar nela!”
- Comida favorita: Raspadinha .
- Hobbies: Cantar, natação, e apanhar conchas para jogar de novo no mar.

### Simbolismo
O merlion é uma criatura do mar mítica que é parte leão e parte peixe. É também vinculada a uma lenda local e está vinculada ao passado de Vila Pesqueira da Cidade
A pata de Merly tem a forma de coração.